# Hongkongs honkbalteam

Vlag van Hongkong.

Het Hongkongs honkbalteam is het nationale honkbalteam van Hongkong. Het team vertegenwoordigt Hongkong tijdens internationale wedstrijden. Het Hongkongs honkbalteam hoort bij de Aziatische Honkbalfederatie (BFA). 